# Jacques Alingue
Jacques Alingue, né le 30 avril 1988 à Avranches dans la Manche, est un joueur français de basket-ball évoluant aux postes d'ailier fort ou de pivot (postes 4 et 5).

## Carrière
Jacques Alingue commence le basket-ball dans les playgrounds de Strasbourg où il est remarqué de par ses qualités athlétiques et ses dunks spectaculaires. Il signe au club d'Haguenau en Nationale 3 et y reste deux ans. Très courtisé par la plupart des clubs de la région, il choisit de rejoindre Souffelweyersheim qu'il va porter jusqu'en Pro B avant de tenter sa chance en Pro A avec la JDA Dijon. Il a par ailleurs gagné le Quai 54 2014 pour sa première participation.
Le 21 mai 2015, il signe au Hyères Toulon Var Basket en tant que pigiste médical de Kyle Spain pour participer aux playoffs de Pro B.
Le 6 août 2015, il revient à la JDA Dijon.
Le 30 juillet 2016, il prolonge son contrat de deux ans avec Dijon.
En mars 2018, il est élu joueur du mois de Pro A. Le 12 mai 2018, alors que la saison régulière se termine et que Jacques Alingue va disputer ses premiers playoffs de première division, il se rompt le tendon d'Achille contre le BCM Gravelines Dunkerque. Auteur d’une saison 2017-2018 à 9,4 points, 5,6 rebonds et 15,6 d’évaluation avant de se blesser, il était le joueur le plus adroit de première division avec 69,4 % de réussite aux tirs.
Malgré sa blessure, la SIG Strasbourg le signe fin juin 2018. En novembre 2018, il reprend les entraînements collectifs. Le 23 novembre 2018, il revient à la compétition lors de la réception de Nanterre 92 ; en 13 minutes, il prend trois rebonds et fait une passe décisive mais ne marque aucun point avec deux tirs tentés. Le 7 décembre 2018, il se rompt le tendon d'Achille droit à l'entraînement et doit mettre un terme à saison.
Le 3 juin 2019, il signe au Mans pour deux saisons.
En mai 2020, il active sa clause de sortie après une saison au club et revient à la JDA Dijon. Il y signe un contrat de deux ans.
Il participe à sa première finale du championnat de France face à l'ASVEL le 26 juin 2021 accumulant en 18,43 minutes, 15 points et 4 rebonds mais ne peut pas empêcher la défaite de son équipe 87-74.

## Palmarès
- Médaille de bronze de la Ligue des champions 2019-2020 avec la JDA Dijon.
- Finaliste de la saison 2020-2021 de Jeep Élite avec la JDA Dijon.
- Demi-finaliste de la saison 2021-2022 de Jeep Élite avec la JDA Dijon.